# Michael Widenius
Michael "Monty" Widenius, född 3 mars 1962 i Helsingfors, är en finlandssvensk programmerare och företagare. Widenius är huvudförfattaren till databasen MySQL och dess fork MariaDB, som båda bygger på öppen källkod. Widenius började programmera databaser 1981. Han var medgrundare till MySQL AB 1995, där han var i en ledande teknisk roll tills företaget såldes 2009. Han startade MariaDB 2009 för att säkra MySQL-kodens framtid som ett projekt med öppen källkod. Han har sedan 2013 fungerat som teknisk chef på MariaDB Corporation Ab samt som styrelsemedlem vid MariaDB Foundation. Widenius är även medgrundare och huvudpartner i riskkapitalbolaget OpenOcean sedan 2009.

## Biografi

### Tidiga år
Widenius insåg att han hade teknisk talang som 13-åring och skaffade en programmerbar räknedosa från Texas Instrument. Två år senare köpte Widenius sin första dator, en ABC 80. Han programmerade egna versioner av den tidens populära dataspel. Widenius besökte Sverige som 17-åring och påbörjade en mångårig kontakt och samarbete med svenskarna Allan Larsson och David Axmark.
Widenius gick i gymnasiet Lönkan (Nya svenska samskolan) i Helsingfors i slutet på 70-talet och blev student 1981. Widenius inledde studier 1981 vid Tekniska högskolan i Helsingfors, men har inte utexaminerats.

### MySQL AB -2008
1981 började Widenius utveckla Unireg som blev MySQL och senare MariaDB. Widenius programmerade databaser på sin första arbetsplats Tapio Laakso Oy samt vid sitt eget IT-företag som han grundade med Allan Larsson.
Widenius började koda MySQL år 1994 och grundade företaget MySQL AB tillsammans med Allan Larsson och David Axmark. MySQL lanserades som öppen källkod år 1995. MySQLs namn kommer från Widenius äldsta dotter My.
Användningen för MySQL växte explosionsartat och företaget anställde VDn Mårten Mickos år 2001 samt tog sig an investerare. År 2002 författade Widenius handboken MySQL Reference Manual med David Axmark och Kaj Arnö. Widenius fungerade som chief technical officer vid MySQL AB tills företaget såldes till Sun 2008.

### Sun 2008-2009
MySQL AB såldes till Sun Microsystems år 2008 för en miljard dollar. Widenius var år 2008 en av Finlands topp 10 största inkomsttagare.
År 2008 grundade Widenius riskkapitalbolaget OpenOcean tillsammans med Patrik Backman samt rådgivare Tom Henriksson och Ralf Wahlsten.

### MariaDB 2009-
Widenius grundade 2009 företaget Monty Program Ab och skapade en fork av MySQL vid namnet MariaDB - döpt efter Widenius andra dotter.
Widenius lobbade 2009 bland annat i den europeiska kommissionen (EC) för att säkra den framtida utvecklingen av MySQL som ett projekt med öppen källkod.
År 2013 slogs Monty Program Ab samman med företaget SkySQL, som senare döptes om till MariaDB Corporation. Widenius har haft en teknisk roll i MariaDB Corporations ledningsgrupp sedan 2013.
Widenius är medgrundare och styrelsemedlem sedan 2013 i MariaDB Foundation - den ideella organisationen som ansvarar för att skydda och främja MariaDB-kodbasen, -gemenskapen och -ekosystemet.

## Privatliv
Widenius bor i Grankulla med sin andra fru Anna och deras gemensamma dotter Maria. Widenius har tre barn - My, Max och Maria - som gett namnen på MySQL, MaxDB, MaxScale och MariaDB.

## Utmärkelser
- Årets IT-entreprenör i Finland, 2003 (Vuoden ohjelmistoyrittäjä, Ohjelmisto- ja e-business ry) [24][25][26]